# Kristina Roumiantseva
Pour les articles homonymes, voir Roumiantseva.
Dans ce nom russe, Sergueïevna est le patronyme et Roumiantseva est le nom de famille.
Kristina Sergueïevna Roumiantseva (russe : Кристина Сергеевна Румянцева), née le 24 mars 1988 à Kouïbychev, est une judokate russe.

## Carrière
Elle est médaillée d'argent des moins de 48 kg à l'Universiade d'été de 2011 à Shenzhen et remporte la médaille de bronze dans la catégorie des moins de 48 kg aux Championnats d'Europe 2014 à Montpellier. 